# ایدن هیوی
ایدن هیوی (به انگلیسی: Aidan Heavey) (زاده ۱۴ مارس ۱۹۵۳) کارآفرین، حسابدار و مدیر ارشد اجرایی ایرلندی است، که در حال حاضر به‌عنوان مدیر عامل اجرایی شرکت تولا اویل فعالیت می‌کند. وی در سال ۱۹۸۵ شرکت نفتی تولا اویل را تأسیس نمود.